# جوهانس وايلد
جوهانس وايلد (بالمجرية: Wilde János)‏ هو مؤرخ الفن مجري، ولد في 2 يوليو 1891 في بودابست في المجر، وتوفي في 13 سبتمبر 1970 في Dulwich ‏ في المملكة المتحدة.